# Hirtenberger
Hirtenberger steht für die Marke und das Unternehmen, welches lange Zeit bekannter Hersteller von Munition war. Das Unternehmen hat eine Geschichte, die von etlichen unternehmerischen Übergängen gekennzeichnet ist.
Die Hirtenberger Holding GmbH ist ein in Hirtenberg im Bezirk Baden, Niederösterreich, ansässiger traditioneller Rüstungsbetrieb im Segment der Metall- und Munitionsherstellung. Seit den frühen 1990er Jahren wird die Produktpalette um zivile Technologieprodukte ergänzt. Hierzu wurden Tochterfirmen gegründet beziehungsweise Hersteller aufgekauft, um mittels Technologietransfer der aus einer 150-jährigen Rüstungsgeschichte erworbenen Fähigkeiten, Marktanteile im Industriemarkt zu erringen. Die Hirtenberger Holding GmbH gehörte von 1996 bis zu seinem Tod 2018 dem ehemaligen IBM-Manager und vormaligen Eigentümer der Ankerbrot AG, Helmut Schuster und beschäftigt heute rund 1.800 Mitarbeiter.
2015 wurde die etwa gleich große Komptech aus Frohnleiten (Steiermark) übernommen.

## Heutige Produkte
Tätigkeitsschwerpunkte der Hirtenberger Group liegen in der Herstellung hochpräziser Stanz- und Prägeteile für die Auto- und Elektroindustrie (HPT Präzisionstechnik). Daneben spielen aktive automotive Sicherheitsprodukte (wie Gasgeneratoren und elektrisch gezündete Aktuatoren für Fußgängerschutzsysteme, Kopfstützen oder Airbags) eine tragende Rolle (HAS Automotive Safety). Seit der Übernahme von Komptech ist die Unternehmensgruppe auch in der Umwelttechnik aktiv.

## Die Gemeinde Hirtenberg im „Munitionsdreieck“

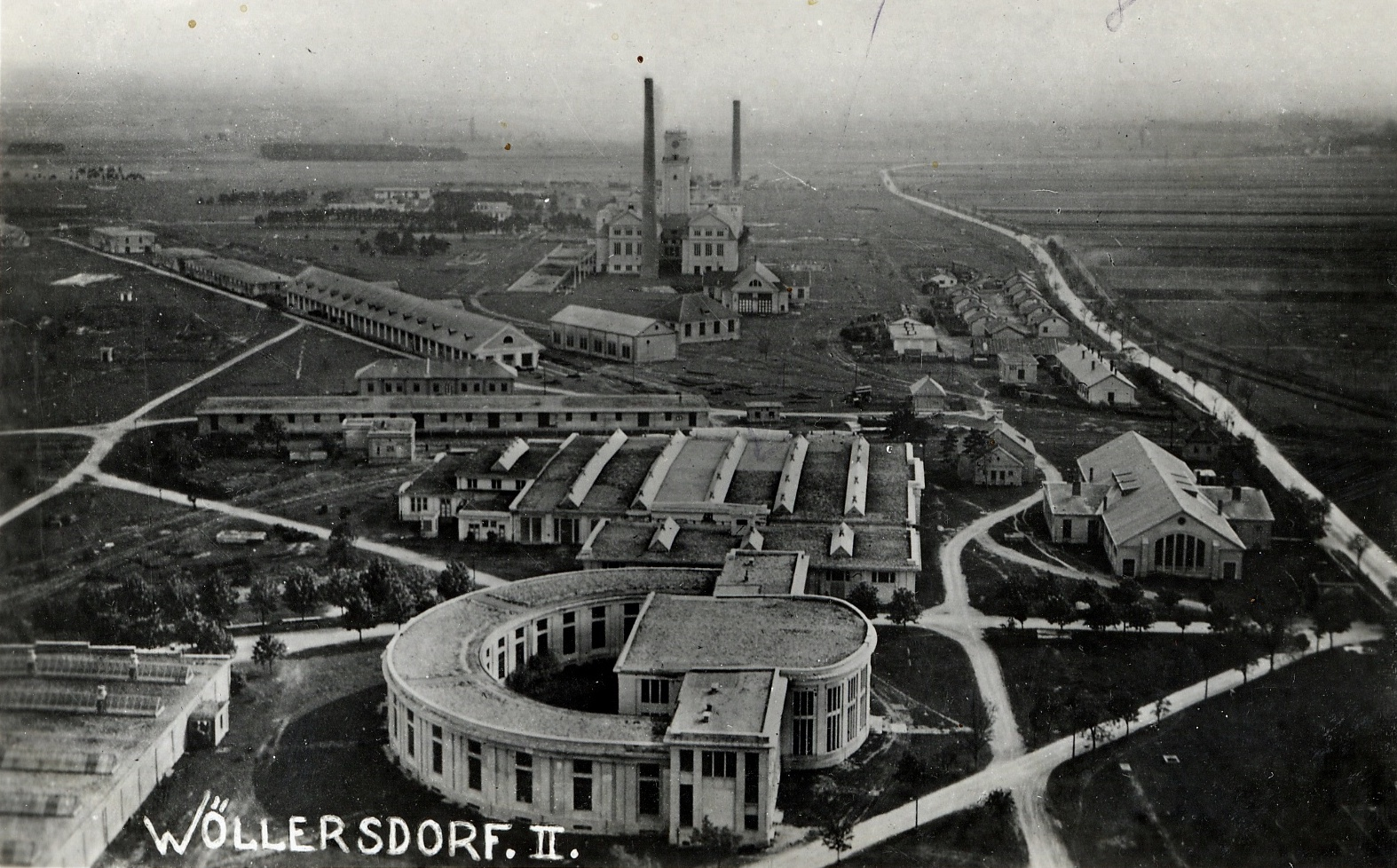
Feuerwerksanstalt zwischen Wöllersdorf und Bad Fischau (etwa 1919)

Die Anfänge der Einrichtung militärischer Anlagen (Artilleriematerial) im Wiener Becken geht auf die Zeiten Maria Theresias im 18. Jahrhundert zurück. Die weitläufige, karge und daher wenig besiedelte Region stellte günstige Standortbedingungen für industrielle Ansiedlungen zur Verfügung. Die Reichshaupt- und Residenzstadt Wien lag nah und bot gute Verkehrsanbindung zu Land und zu Wasser. Staatliche wie private Gewerbe- und Industriebetriebe legten ihren Sitz in diesen Teil Niederösterreichs.
Zu Beginn des 20. Jahrhunderts diktierte die „k.u.k. Munitionsfabrik Wöllersdorf“ (s. Wöllersdorfer Werke) mit 50.000 Beschäftigten im Ersten Weltkrieg das Geschehen. Eine Vielzahl weiterer Munitionsfabriken siedelte sich an, sodass man bald vom „Rüstungs- oder auch Munitionsdreieck“ im Wiener Becken sprach.

## Firmengeschichte

### K. K. ärarische Schießwollanstalt
In Hirtenberg im Triestingtal selbst, siedelte sich 1851 die „K. K. ärarische Schießwollanstalt“ an. 1854 richtete die Anstalt einen staatlichen Munitionsbetrieb am Ort ein. Sie rüstete die österreichische Artillerie mit verbessertem Cellulosenitrat (Schießbaumwolle) als Ersatz für das Treibmittel Schwarzpulver bei Geschützen aus, einem Verfahren, das der spätere Feldzeugmeister Wilhelm Freiherr Lenk von Wolfsberg entwickelt hatte. Gerhard Freiherr von Ledebur schrieb in seinem Buch über die geschichtliche Darstellung der Seemine, dass Lenk die Herstellung einer Trinitrocellulose gelungen war, die die militärischen Forderungen nach langer Haltbarkeit, gleichmäßiger Verbrennung bei hoher Effizienz erfüllte. Das Verfahren der geregelten Verdichtung der Faser bei der Schießbaumwolle wurde am 4. Juni 1864 patentiert. Es führte aber nicht zum erwünschten Erfolg, da die Lagerung der hochexplosiven Schießbaumwolle für militärische Zwecke zu gefährlich war. Nach zwei Magazinexplosionen 1865 wurde diese Technik vorerst nicht mehr weiter verfolgt. Das Nitrosezellulosepulver sollte erst 1890 wieder Einzug in die Waffen- und Munitionstechnik erhalten.

### Firma Serafin Keller (1860 bis 1887)
Der in Niedereichsel, Deutschland, geborene Serafin Keller (1823–1882) kam 1848 als ausgebildeter Drechsler nach Hirtenberg und arbeitete sich dort zum Werkführer einer Baumwollspinnerei hoch. 1860 machte er sich selbständig und begründete eine eigene Werkstätte, die „Patronenfabrik“. Es wird davon ausgegangen, dass die Beziehungen zur „K.k. ärarische Schießwollanstalt“ ab 1863 auch die Belieferung Kellers mit Artilleriemunition und kleinen Waffenteilen (Riemenbügel) ermöglichte. Hergestellt wurden Zünder und andere Metallwaren. 1863 errichtete er auf einem zugekauften Grundstück eine zweite Manufaktur (heute: „Kromag-Alcar“). Produziert wurden Metallpatronen für das Militär. Ab den 1870er Jahren wurden auch Patronenhülsen für Handfeuerwaffen (Revolver) hergestellt. Im zivilen Bereich entdeckte er Versorgungsmöglichkeiten für Jagdwaffen; daraus ergab sich ein neues Geschäftsfeld. Das Unternehmen wuchs fortwährend und beschäftigte in den 1870er Jahren bereits 150 Mitarbeiter. 1882 waren es 400 Mitarbeiter und der Firma wurde die Ehre zuteil, sich als „k. k. Hof-Lieferant“ bezeichnen zu dürfen.
Ab 1883 führten drei der Söhne, Anton (1850–1924), Fridolin (1849–1923) und Serafin Keller jun. (1845–N/A), das Unternehmen als Offene Gesellschaft (vergleichbar der oHG in Deutschland) fort. 1886 gab es den ersten großen Exportauftrag nach Serbien, wo fünf Millionen Gewehrpatronen geordert worden waren.

### „Hirtenberger Patronen-, Zündhütchen- und Metallwaarenfabrik Keller & Compagnie“ (1887 bis 1896)

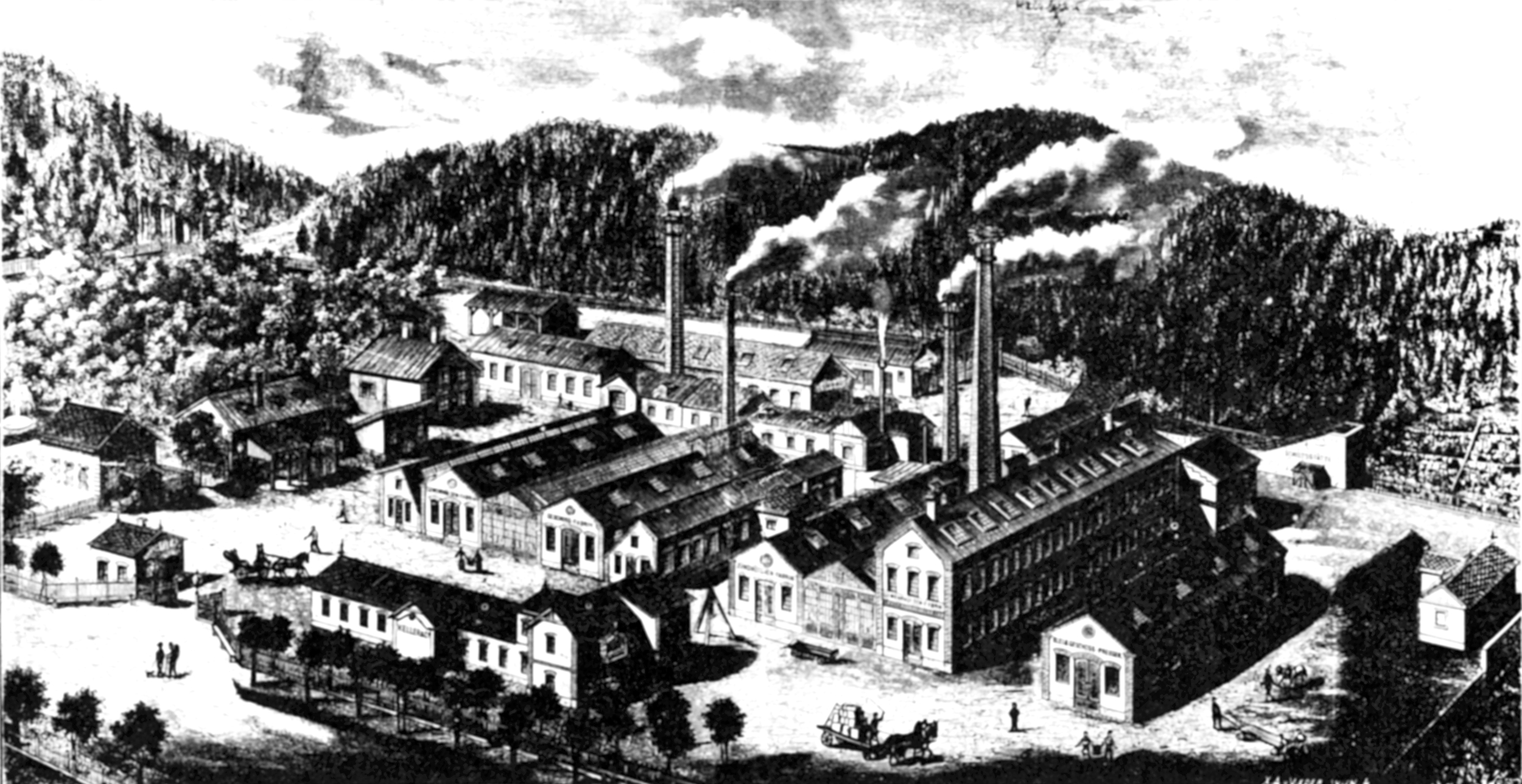
Hirtenberger Patronenfabrik (um 1895)

1887 firmierte das Unternehmen erneut um. Es entstand die Firma Hirtenberger Patronen-, Zündhütchen- und Metallwaarenfabrik Keller & Compagnie. Vorab war der hälftige Teil der Firmenliegenschaften an Ludwig Mandl (1828–1893) verkauft worden. Nacheinander schieden Serafin Keller jun. (Bürgermeister) und Fridolin Keller, der sich selbständig machte und Inhaber der Firma „Erste Österr. Zünder und Metallwarenfabrik Fridolin Keller A.G.“ (später: „Kromag Metallindustrie GesmbH“) wurde, aus der Firma aus. Ein Jahr nach dem Tod Ludwig Mandls trat der Chemiker Alexander Mandl im Jahr 1894 in das Unternehmen ein. Nachdem um 1880 noch zwei 25-PS-Dampfmaschinen die eigentlichen Fertigungsmaschinen kraft Transmissionen antrieben, waren es 1896 bereits sechs Maschinen mit 383 PS. Der Maschinenbau wurde immer bedeutender. Spezialmaschinen für die Munitionsfertigung wurden nach Europa und Übersee abgesetzt.
An Patronen wurden vornehmlich die 7.92 × 57 mm Mauser M.88-Militärpatrone und die 11 mm-Schützenpatrone für Jagdgewehre vertrieben.

### „Hirtenberger Patronen-, Zündhütchen- und Metallwaarenfabrik Aktiengesellschaft“ (1897 bis 1914)

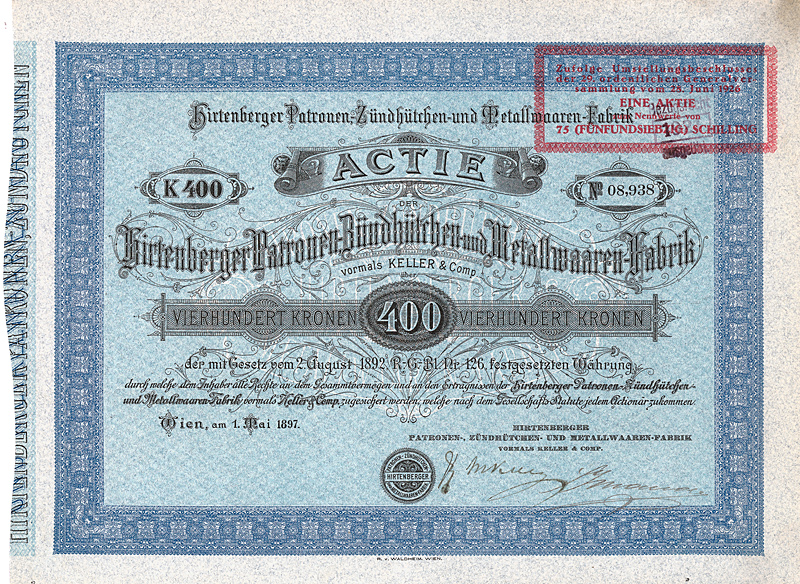
Aktie über 400 Kronen der Hirtenberger Patronen-, Zündhütchen- und Metallwaaren-Fabrik vom 1. Mai 1897

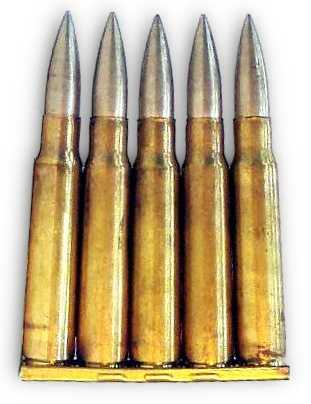
Ladestreifen mit 5 Patronen 7,92 × 57 mm; dieses Kaliber prägte die Firmengeschichte in der Munitionsfabrikation

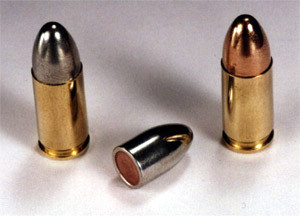
Auch Patronen des Kalibers 9 × 19 mm (Parabellum) wurden über Jahrzehnte produziert

1898 ging die Gesellschaft als Aktiengesellschaft an die Wiener Börse. Bekannt wurde sie als Hirtenberger Patronenfabrik. Die Firma hatte eine enorme Größe erreicht. So konnten täglich bis zu 750.000 Patronenhülsen, 1.000.000 Zündhütchen, 500.000 Mantelgeschoße oder 150.000 Ladestreifen gefertigt werden. Die Kapazitäten reichten so weit, dass bis zu 500.000 Patronen verpackt werden konnten.
1898 beschäftigte die Firma bereits 2600 Mitarbeiter. Ein Zweigwerk wurde in Ungarn begründet. Die Hirtenberger AG war zum zweitbedeutendsten Munitionsunternehmen nach „Roth“ geworden. Die Gesellschaft übernahm die Erzeugung der Infanteriemunition für das Bundesheer. Russland orderte das Kaliber 7,62 mm Mosin-Nagant während des Russisch-Japanischen Krieges in den Jahren 1904/05. Ebenfalls 1904 schied als letzter Keller-Nachkomme, Anton Keller, aus dem Unternehmen aus und gründete sein eigenes Unternehmen, aus dem die „Enzesfelder Metallwerke“ werden sollten.
Von 1909 bis 1922 wurde Karel Krnka (1858–1926) Chefentwickler. Er konstruierte die erste Selbstladepistole und die erste Repetierpistole. Die wichtigsten Exportregionen wurden der Balkan, Lateinamerika und Ostasien. Der Exportumfang belief sich bis zum Kriegsbeginn 1914 auf etwa 1,25 Milliarden Schuss.

### Die Hirtenberger Patronenfabrik im Ersten Weltkrieg und in der Zwischenkriegszeit
Während des Ersten Weltkrieges wurde der bisherige Personalhöchststand von 4.188 Mitarbeitern erreicht. Der Krieg ließ zunehmend die Rohstoffreserven versiegen. Ab 1917 sank die Produktion rapide, da Fachpersonal immer mehr zum Militärdienst eingezogen wurde, Streiks der Arbeiterinnen für massive Unruhen sorgten und ein Fabrikbrand am 18. April 1920 die Produktionsinfrastruktur teils vernichtete und nachhaltig lahmlegte. Während des Krieges gelang es gleichwohl, eine elektrische Zündung von Patronenmunition technisch erstmals umzusetzen.
Lediglich 15 % der zuletzt knapp 4200 Arbeitnehmer standen mit Kriegsende noch auf der Lohnliste der Hirtenberger AG. Da die Alliierten Österreich lediglich einen einzigen Staatsbetrieb für die Rüstungsfertigung zugestanden, musste die Hirtenberger Patronenfabrik, auf die die Wahl nicht gefallen war, umdenken und auf zivile Produkte ausweichen beziehungsweise die Rüstungsproduktion ins Ausland verlagern. Dies gelang ihr weit besser als den Konkurrenten.
1924 wurde Fritz Mandl (1900–1977) Generaldirektor der Firma. In den 1930er Jahren wurden die in- und ausländischen Beteiligungen angekurbelt (Waffenfabrik Solothurn, „Tiroler Messingwerk“) und Wirtschaftsgeflechte gebildet (Rheinmetall-Borsig, Steyr Daimler Puch hervorgegangen aus den Steyr-Werken), um aus den Synergien der Branchenbereiche zu profitieren. Der Export wurde verstärkt und das Unternehmen stieg in den Flugzeugbau („Hopfner“) ein. Der schärfste inländische Konkurrent der vergangenen Jahre, die „G. Roth AG“ in Lichtenwörth wurde übernommen und in den Konzern integriert. Trotz Weltwirtschaftskrise und Massenarbeitslosigkeit sowie massivem Rückgang des Welthandels vermochte Mandl das Unternehmen nahezu krisenunabhängig zu führen. Unter seiner Ägide ereignete sich die Hirtenberger Waffenaffäre, einem groß angelegten Waffenschmuggel von Italien über Österreich nach Ungarn im Januar 1933, der indirekt in den Untergang der Ersten Republik führte. Ab Mitte der 1930er Jahre entwickelte und erzeugte die Hirtenberger AG Holzgasgeneratoren als alternatives Treibstoffsystem für Verbrennungskraftmaschinen, was während des Zweiten Weltkriegs bedeutsam werden würde, weil Mitteleuropa an Erdölmangel zu leiden bekam.

### Gustloffwerke Hirtenberg

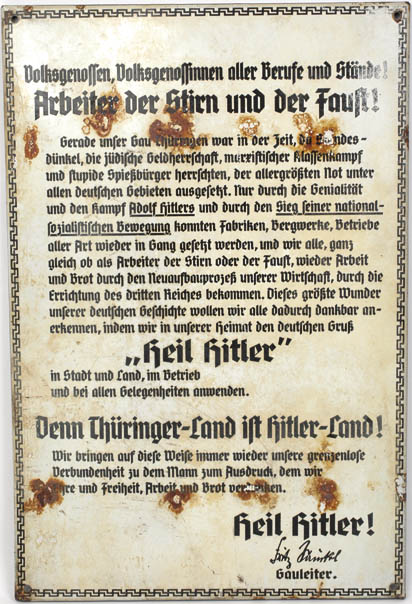
Aufruf des Gauleiter Sauckel zum Hitlergruß als Zeichen der Dankbarkeit.

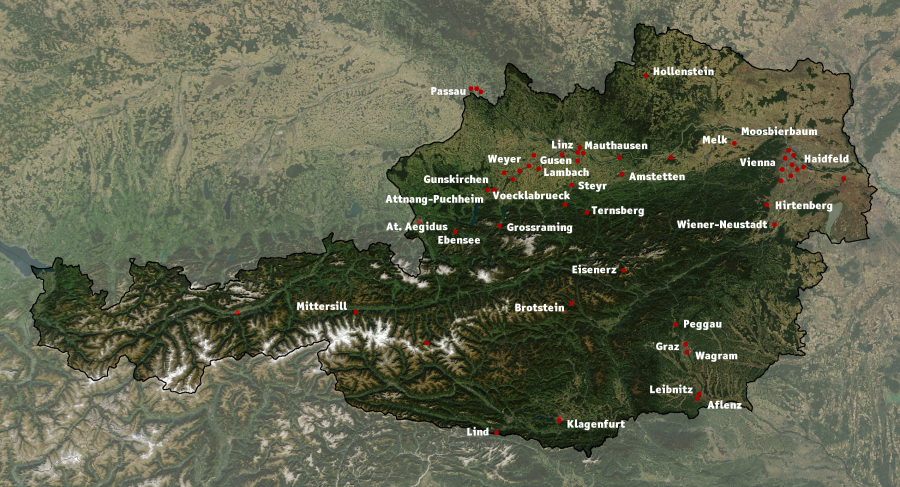
Die Nebenlager in Österreich

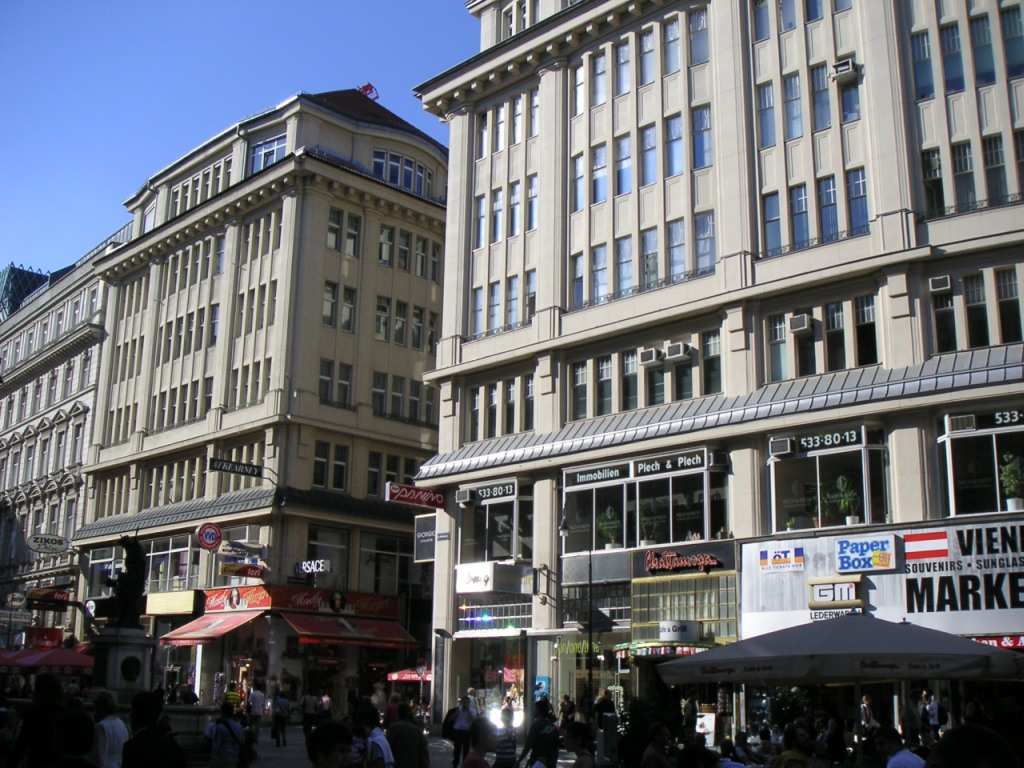
Trattnerhof in Wien, Sitz der USIA

Im März 1938 trat Fritz Mandl als Generaldirektor zurück. Nach dem Anschluss Österreichs an das Deutsche Reich flüchtete er in die Schweiz und wurde gezwungen seinen Betrieb für 170.000 britische Pfund sowie 1,24 Mio. Sperrmark an die deutsche Wilhelm-Gustloff-Stiftung zu verkaufen. Die Stiftung hatte bereits Produktionsstandorte für Rüstungsgüter in Weimar und in Suhl. Bei dem dortigen Berlin-Suhler Waffenwerk handelte sich um ein Unternehmen, das 1935 für die Stiftung „arisiert“ worden war. 1939 wiederum wurde das Gesellschaftsvermögen der Gustloff-Stiftung in die „Wilhelm Gustloff Werke – Nationalsozialistische Industriestiftung“ eingebracht.
Die Belegschaft wurde in die Vorgänge um die Neuausrichtung des Rüstungsbetriebes am 1. Mai 1938 von Gauleiter Fritz Sauckel (1894–1946) eingeweiht. In der Folgezeit erfuhr die Belegschaft durchaus Erfreuliches, denn sie partizipierte an Verbesserungen rund um den Arbeitsplatz. So wurden Arbeiterwohnhäuser errichtet sowie eine Kantine erstellt, um Mahlzeiten nicht mehr am Arbeitsplatz einnehmen zu müssen, und wesentlich verbesserte hygienische Bedingungen (Bade- und Umkleideräume) geschaffen. Auf diese Weise wurde die Belegschaft bei Laune gehalten, um dem verborgen gehaltenen Ziel, während des sich anbahnenden Krieges Höchstleistungen abrufen zu können, gerecht zu werden.
Aufgrund des tödlichen Verkehrsunfalles des Staatsrats Otto Eberhardt (1890–1939), der die Übernahme des Werkes organisiert hatte, wurde die Hirtenberger Patronenfabrik nach ihm benannt, Otto Eberhardt Patronenfabrik, und die „Hirtenberger Patronen-, Zündhütchen- und Metallwaarenfabrik“ wurde im April 1939 im Handelsregister gelöscht. Die offizielle Umbenennung erfolgte im Juni 1939 allerdings in „Gustloffwerke Hirtenberg“. Die Bodensignierungen wechselten von „H“ auf das eckige „G“. Das Zweigwerk in Kottingbrunn wurde errichtet zur Herstellung von Luftwaffenmunition. Der hohe Kriegsrüstungsbedarf forderte die Erstellung des Werkes „Lindenberg“. Das Werk Lichtenwörth wurde reaktiviert und 1943 der Zweigniederlassung Berlin zugeschlagen. Hirtenberg war zu einem Zentralunternehmen der deutschen Rüstungsmaschinerie geworden. In insgesamt vier Werken Hirtenbergs wurden nunmehr 2835 Menschen (politisch korrekt im Dritten Reich: Gefolgschaftsangehörige) beschäftigt.
Die während des Zweiten Weltkriegs einsetzenden alliierten Luftangriffe führten nicht zum erwünschten Ergebnis flächendeckender Zerstörung. Dank lufttaktisch ungünstiger Ziellage blieben die Werke weitgehend unbeschädigt. Ab September 1944 wurde ein Nebenlager des KZ Mauthausen in Hirtenberg eingerichtet (s. a. Liste der Außenlager des KZ Mauthausen). Die darin inhaftierten „Schutzhäftlinge“ (insbesondere Frauen aus Ost- und Südeuropa) waren ausschließlich in der Munitionsfertigung der Patronenfabrik eingesetzt. Produziert wurden vornehmlich die „7.92×57 mm Mauser“ und die 9×19 mm Parabellum. Im gleichen Jahr wurden Rückzugs-Szenarien geplant, da die Fronten kontinuierlich näher rückten. Der Befehl der Verbrannten Erde wurde nicht umgesetzt und die Fabrik fiel der Sowjetunion im April 1945 nahezu unversehrt in die Hände.

### USIA-Verwaltung der Sowjetunion
Die Otto Eberhardt Patronenfabrik der Gustloffwerke wurde von der Sowjetunion unter die USIA-Verwaltung (Verwaltung des sowjetischen Eigentums in Österreich) gestellt. Ab 1946 lief die Produktion von Schrot- und Flobertmunition in bescheidenem Umfang wieder an. Diverse Werksteile wurden devastiert beziehungsweise abgerissen. Beschäftigt waren etwa 70 Personen. 1955 zog die sowjetische Besatzungsmacht ab und Österreich übernahm den USIA-Betrieb. Er wurde kommissarisch unter staatliche Aufsicht gestellt, um ihn Fritz Mandl in die Obhut zu geben, sobald er aus dem argentinischen Exil zurückgekehrt sein würde, was im gleichen Jahr geschah. Die Rückstellkommission beim Landesgericht für Zivilsachen sprach der Hirtenberger AG die Wiederinbesitznahme der Fabrik zu.

### Hirtenberger Patronen- und Rohrwerke A.G.
1957 wurde die Hirtenberger Patronen- und Rohrwerke A.G. gegründet und mit Handelsregistereintrag rechtsfähig. Aufsichtsratspräsident wurde Fritz Mandl, der sich den Wiederaufbau der Firma zum Thema machte. Moderne Manurhin-Maschinen wurden gebaut. Bereits 1958 wurde das Unternehmen umbenannt auf „Hirtenberger Patronen-, Zündhütchen- und Metallwarenfabrik AG“, dem traditionellen Namen der Firma in den Jahren bis zum Ausbruch des Ersten Weltkriegs.

### „Hirtenberger Patronen-, Zündhütchen- und Metallwarenfabrik AG“ (2. Phase)
1958 wurde der erste Produktkatalog der Nachkriegsära für den Bedarf der Behörden und des Militärs herausgegeben. Verzeichnet waren beispielsweise folgende Kaliber: 7,62 × 51 mm NATO (.308 Winchester beziehungsweise 7,62 mm S-Patr/StG 58), .30-06 Springfield, 30M1, 7,92 × 57 mm, 7,62 × 25 mm TT (Tokarew), 9 × 19 mm (Parabellum), 6,35 mm Browning, .32 ACP und 9 mm Browning Long. Daneben standen Handgranaten. Außerdem publizierte man den ersten Zivilkatalog.
1961 wurde eine Sieb-, Misch- und Trockenanlage für Zündsätze und ein Messingwerk für die Hülsenproduktion gebaut. Für den Munitionssektor wurden Bolzensetzkartuschen sowie Betäubungs- und Schrotpatronen für das Wurfscheibenschießen gefertigt. Neue Produktionszweige rundeten das Sortiment in den Folgejahren ab. Dazu gehörten beispielsweise Modell-Verbrennungsmotoren, Zieldarstellungsdrohnen oder Nurflügel, wobei diese Produkte in sehr unterschiedlicher Weise von wirtschaftlichem Erfolg bedacht waren. 1974 wurde das neu entwickelte ABC-Geschoß für Jagdbüchsenpatronen hergestellt.
Mandl starb 1977. Die Erben verkauften 1981 die Aktienmehrheit an die verstaatlichten Großkonzerne Voestalpine AG und Austria Metall AG. In Kooperation mit einem weiteren Staatsbetrieb, der Firma Noricum wurde teuer in die Munition der Kanonenhaubitze Gun Howitzer Noricum investiert.
1986 erfolgte die Umbenennung des ausgeschlankten Betriebs in Hirtenberger AG (heute Hirtenberger Holding GmbH).
Im Jahr 2019 gab das Unternehmen bekannt, aus der Produktion von Munition, die zuletzt nur mehr ein Zehntel des Gesamtumsatzes ausmachte, auszusteigen und diese Sparte zu verkaufen. Der aktuelle Schwerpunkt liegt auf Produkten für die Sicherheit im Auto und auf Maschinen für die Landwirtschaft. Im November 2019 verkaufte Hirtenberger den Munitionsbereich, wie angekündigt, an den ungarischen Munitionshersteller HDT Defence Industrial, der sich bis 2025 im Staatsbesitz befand. Im Gegenzug erwarb das Unternehmen von der Schweizer Ems-Chemie das in Brünn situierte Werk Ems-Patvag s.r.o., das Zünder u. a. für Airbags und Gurtstraffer herstellt.